# Monika Frimmer
Monika Frimmer (* 16. August 1957 in Marburg; † 26. Dezember 2022) war eine deutsche Opernsängerin (Sopran).

## Leben
Monika Frimmer, deren Eltern sich 1947 bei einer Bergtour kennengelernt und 1951 in der Wieskirche geheiratet hatten, studierte Gesang an der Hochschule für Musik und Theater Hannover. Sie gewann 1980 im Bundeswettbewerb Gesang Berlin. Von 1980 bis 1993 war sie am Niedersächsischen Staatstheater Hannover als lyrischer Sopran engagiert. Sie trat dort 1982 als Anima in Rappresentazione di Anima a di Corpo von Emilio de’ Cavalieri auf. Die Aufführungen in der Marktkirche leitete Hans-Martin Linde. In Ariadne auf Naxos von Richard Strauss sang sie Najade. In der Oper Sly von Ermanno Wolf-Ferrari, die von der Oper Hannover wiederbelebt wurde, übernahm sie die Rolle der Rosalina. Seit 1993 arbeitete sie freischaffend als Sängerin in Oper, Oratorium und Lied.
Monika Frimmer wirkte 1987 in einer Aufnahme von Buxtehudes Membra Jesu nostri mit, geleitet von Ton Koopman, mit Barbara Schlick, Michael Chance, Christoph Prégardien, Peter Kooij, dem Knabenchor Hannover und dem Amsterdam Baroque Orchestra. In der Neustädter Kirche in Hannover sang sie in Chorkonzerten, 1986 Ein deutsches Requiem und 1988 Stravinsky’s Cantata und Mozarts Große Messe in c-Moll. 1991 sang sie dort in Bachs Matthäus-Passion, dem letzten Konzert von Kantor Erhard Egidi, mit Dantes Diwiak als Evangelist, Anselm Richter als Vox Christi, Ralf Popken und Joachim Gebhardt. 1998 nahm sie die Matthäus-Passion mit dem Thomanerchor und dem Gewandhausorchester Leipzig auf, geleitet von Georg Christoph Biller. Sie wirkte in den Zyklen von Bach-Kantaten sowohl von Gustav Leonhardt als auch Masaaki Suzuki mit. Mit Suzuki nahm sie auch Bachs Weihnachtsoratorium auf.
2002 gründete sie zusammen mit Christa Bonhoff, Dantes Diwiak und Peter Kooij das Quartett Tanto Canto, das seltenes Liedgut sowohl a cappella als auch mit Klavier oder Ensemble aufführt. Das Quartett nahm 2005 Auszüge aus Ohren-vergnügendes und Gemüth-ergötzendes Tafel-Confect (auch Augsburger Tafel-Confect genannt) der Komponisten Valentin Rathgeber und Johann Caspar Seyfert auf, geleitet von Jürgen Sonnentheil. Sie arbeitete regelmäßig mit dem Trio di Clarone und dem Ensemble Incanto zusammen. Ihre Liedbegleiterin war Liese Klahn.